# Flavoproteine

Struttura FADH2.

Una flavoproteina è un enzima che contiene una molecola derivata dalla vitamina riboflavina.
Contiene inoltre, degli accettori di elettroni come il flavina adenina dinucleotide (FAD) o il flavina mononucleotide (FMN).
Le flavoproteine sono coinvolte in un ampio spettro di processi biologici, come la bioluminescenza, la rimozione dei radicali che contribuiscono allo stress ossidativo, la fotosintesi, la riparazione del DNA e l'apoptosi. Le proprietà spettroscopiche del cofattore flavinico lo rendono un reporter naturale per gli eventi che hanno luogo presso il sito attivo; per tale motivo le flavoproteine sono tra le famiglie enzimatiche meglio conosciute.

## Scoperta

Struttura della riboflavina.

La prima menzione di flavoproteina nella letteratura scientifica risale al 1879, quando uno studio sulla composizione del latte di mucca risultò nell'isolamento di un pigmento giallo chiaro, denominato lattocromo ed oggi noto proprio come flavina. All'inizio degli anni trenta, questo pigmento era stato isolato da numerose fonti ed era stato riconosciuto come un componente della famiglia delle vitamine B. La sua struttura fu determinata quasi contemporaneamente da due gruppi di ricercatori nel 1934, che la chiamarono riboflavina poiché composta da una catena laterale derivata dal ribosio e caratterizzata dal colore giallo dell'anello ad essa coniugata.
La prima dimostrazione della necessità di un cofattore flavinico per un'attività enzimatica risale al 1935. Hugo Theorell e collaboratori evidenziarono che una proteina di lievito, caratterizzata da un colore giallo chiaro ed identificata precedentemente come essenziale per la respirazione cellulare, poteva esser separata in due parti: un'apoproteina ed un pigmento giallo. Nessuna delle due parti era in grado da sola di catalizzare l'ossidazione del NADH, ma mescolando le due componenti si era in grado di ripristinare l'attività enzimatica. Inoltre, Theorell mise in luce che la sostituzione del pigmento con riboflavina non era in grado di ripristinare tale attività, nonostante il pigmento e tale molecola avessero indistinguibili proprietà spettroscopiche. Ciò condusse alla scoperta che tale enzima, per essere cataliticamente attivo, richiedesse flavina mononucleotide e non riboflavina.
Esperimenti simili, realizzati da Otto Warburg con la D-amminoacido ossidasi, portarono all'identificazione della flavina adenina dinucleotide (FAD) come secondo tipo di flavina utilizzata dagli enzimi.